# ブラックバーン・エアクラフト

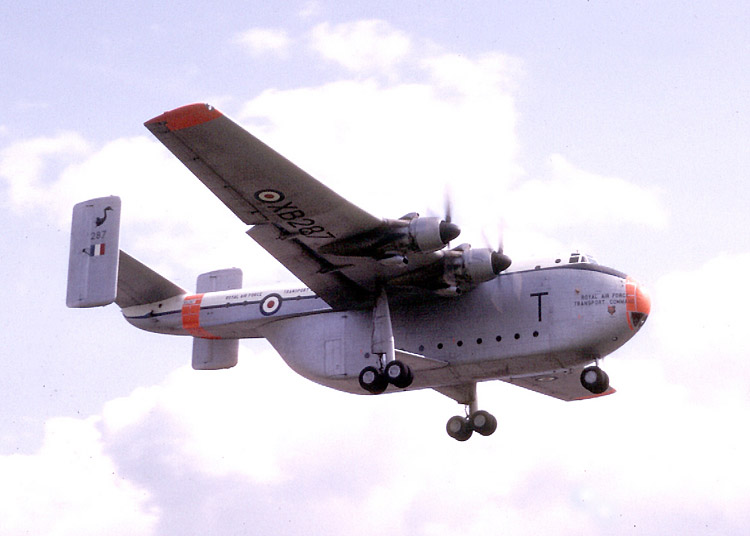
ブラックバーン ビバリー

ブラックバーン・エアクラフト (Blackburn Aircraft Limited) は、イギリスの航空機メーカー。海軍向けに製造した航空機の納入実績がある。

## 社史
1908年にロバート・ブラックバーン (Robert Blackburn) はモノプレーン (First Monoplane) を製作した。これをきっかけにブラックバーン・エアロプレーン・アンド・モーター (Blackburn Aeroplane & Motor Company) が1914年に創設され、イースト・ライディング・オブ・ヨークシャーのブラフに工場が建設された。1937年に買収したシーラス・エンジン (Cirrus Engine) の獲得を通して航空機用エンジンの製造を始め、1939年に社名はブラックバーン・エアクラフトへ改められた。そして、1949年にはジェネラル・エアクラフト (General Aircraft Limited) と合併し、社名はブラックバーン・アンド・ジェネラル・エアクラフト (Blackburn and General Aircraft Limited) となったが、1958年までブラックバーン・エアクラフトの名が使われた。
イギリス航空産業改編の流れを受け、ブラックバーンはホーカー・シドレーに買収された。ホーカー・シドレーが子会社名の使用を中止した1963年までブラックバーンの名前が使用された。

## 製造した航空機
太字は戦後に製造された機体。
- ブラックバーン モノプレーン
- ブラックバーン マーキュリー
- AD スカウト
- ブラックバーン カンガルー
- ブラックバーン ブラックバード
- ブラックバーン スイフト
- ブラックバーン ブラックバーン
- ブラックバーン ツイン・ブラックバーン
- ブラックバーン ベロス
- ブラックバーン ダート
- ブラックバーン クバルー
- ブラックバーン アイリス
- ブラックバーン シドニー
- ブラックバーン パース
- ブラックバーン リポン
- ブラックバーン リンコック
- ブラックバーン エアデール
- ブラックバーン ノーチラス
- ブラックバーン シーグレーブ
- ブラックバーン ブルーバード
- ブラックバーン ブルーバード IV
- ブラックバーン バフィン
- ブラックバーン シャーク
- ブラックバーン スクア
- ブラックバーン ロック
- ブラックバーン ボウタ
- ブラックバーン ファイアブランド
- ブラックバーン ファイアクレスト
- ブラックバーン B-54 / B-88
- ブラックバーン ビバリー
- ブラックバーン バッカニア
- ブラックバーン C.A.15C
- ブラックバーン H.S.T.10
- 八九式艦上攻撃機（設計のみ）